# Bdeogale jacksoni
Bdeogale jacksoni är en däggdjursart som först beskrevs av Thomas 1894.  Bdeogale jacksoni ingår i släktet Bdeogale, och familjen manguster. Inga underarter finns listade i Catalogue of Life.

## Utseende
Arten når en kroppslängd (huvud och bål) av 50,8 till 57,1 cm, en svanslängd av 28,3 till 32,4 cm och en vikt av 2 till 3 kg. Bakfötterna är 8,6 till 10,8 cm långa och öronen är 2,3 till 3,5 cm stora. Djuret har spräcklig päls på ovansidan som bildas av hår med svarta och vita avsnitt. Mot extremiteterna minskar de vita avsnittens storlek och pälsen har där ett mörkbrunt till svart utseende. Undersidan är täckt av ljusgrå päls. Kring nosen och hakan är pälsen mer ljusbrun och andra delar av huvudet och halsen har en gul skugga. Den gula färgen skiljer arten från Bdeogale nigripes. En lodrätt och naken ränna delar näsan och den övre läppen i mitten. Bdeogale jacksoni saknar tummar och stortår och har därför bara fyra fingrar respektive tår per hand respektive fot. Alla är utrustade med kraftiga klor. Det saknas hår på fotsulorna. I varje käkhalva förekommer 3 framtänder, 1 hörntand, 4 premolarer och 2 molarer.

## Utbredning
Denna mangust förekommer i ett begränsat territorium i sydöstra Uganda och mellersta Kenya. En isolerat population finns i Tanzania. Arten når i bergstrakter 3300 meter över havet. Habitatet utgörs av olika slags skogar, ofta med bambu eller buskar som undervegetation.

## Ekologi
Individerna letar främst under natten efter föda. De jagar små gnagare samt några insekter och ödlor. Födan kompletteras med andra ryggradslösa djur som snäckor samt med ägg. Hos ungdjur är andelen gnagare i födan större än hos vuxna exemplar. Bdeogale jacksoni lever ofta ensam men par eller flockar med upp till fyra medlemmar observerades likaså. Fortplantningssättet är okänt.
I artens magsäck hittas rester av egentliga öronråttor (Otomys) och gnagarsläktet Dasymys som gärna vistas i träskmarker. Kanske besöker även Bdeogale jacksoni dessa landskap.

## Status
Antagligen påverkar skogsavverkningar artens bestånd. Djuret är allmänt sällsynt. IUCN kategoriserar arten globalt som nära hotad.